# Waikato (řeka)
Waikato je řeka na Severním ostrově Nového Zélandu. Měří 425 kilometrů a je nejdelší novozélandskou řekou. Název Waikato znamená v maorštině „tekoucí voda“. Domorodci považovali řeku za posvátnou a stavěli při ní svá marae (kmenová shromaždiště či poutní místa).
Současný tok řeky vznikl v důsledku sopečného výbuchu před zhruba 1800 lety. Pramení pod horou Ruapehu a protéká největším novozélandským jezerem Taupo. Leží na ní turisty oblíbené vodopády Huka Falls a čtvrté největší novozélandské město Hamilton. Vlévá se do Tasmanova moře nedaleko Aucklandu, v jejím ústí leží přístav Port Waikato. 
Na řece se nachází přehrada Karapiro s hydroelektrárnou, vodní nádrž je známá díky veslařským závodům. Populární aktivitou je také muškaření. Do řeky byla nasazena gambusie komáří a pstruh duhový.